# Laderegler
Ein Laderegler oder eine Ladeschaltung hat die Aufgabe, das Ladeverfahren zum Aufladen von Akkumulatoren technisch umzusetzen. Diese Verfahren sind zum Teil genormt.

## Einbau
Die elektronische Baugruppe Laderegler kann an folgenden Orten untergebracht sein:
- in einem Ladegerät
  - externes Ladegerät für akkubetriebene Geräte
  - Ladegerät zum Einlegen oder Anschließen der Akkumulatoren
- in einem akkubetriebenen Gerät (zum Beispiel Mobiltelefon, Laptop)
- am Akkumulator selbst (z. B. externer USB-Akku)
- am Akkumulator und einem Energie-Managementsystem für Anlagen zur Eigenversorgung mit Elektrizität und Wärme

## Aufbau und Funktion
Die verschiedenen Akkumulatortypen benötigen auch verschiedene Ladeverfahren. Das wird in aktuellen Konzepten durch Leistungselektronik erreicht, während ältere Laderegler in Kraftfahrzeugen mit Gleichstromlichtmaschine auch elektromechanisch arbeiteten. Sie hatten Schaltspulen, ähnlich wie Relais, außerdem Schaltkontakte, von denen einer den Akku bei stehender Lichtmaschine trennte (Rückstromschalter) und der andere durch laufendes Ein- und Ausschalten den Erregerstrom der Lichtmaschine steuerte.
Aufgaben des Ladereglers bzw. einer Ladeschaltung sind:
- Verhindern des Überladens, beispielsweise beim Bleiakkumulator und beim Lithium-Ionen-Akkumulator durch die Begrenzung der Ladespannung
- Begrenzung des Ladestromes, teilweise abhängig vom Ladezustand und/oder der Temperatur

Aufwändigere Laderegler benutzen teilweise mehrere Parameter zur Ladungssteuerung:
- Temperatur
- Spannung
- Kapazität
- Zeit
- Ladestrom

Komplexe Laderegler lassen sich mit einem Mikroprozessor oder einem speziellen Lade-IC realisieren. Jene Ladeschaltkreise beinhalten alle Steuer- und Schutzfunktionen, die für den jeweiligen Akkumulatortyp erforderlich sind, teilweise benötigen sie keine externen leistungselektronischen Bauelemente. Sie besitzen teilweise Eingänge zur Auswertung von zum Beispiel in Lithiumakkus eingebauten Temperatursensoren. Solche Regler sind teilweise in der Lage, den angeschlossenen Akku zu erkennen, eventuelle Fehler zu diagnostizieren und die Lade-Parameter dementsprechend anzupassen. So kann beispielsweise nach dem Ende des eigentlichen Aufladevorganges in einen Erhaltungsladungsmodus umgeschaltet werden, um die Selbstentladung des angeschlossenen Akkus auszugleichen und so eine Lagerung ohne Ladungsverlust zu ermöglichen.
In Lithium-Ionen-Akkumulatoren sind teilweise elektronische Schaltungen integriert, die deren Ladeschlussspannung und Tiefentladespannung überwachen. Sie werden meist nicht als Laderegler bezeichnet und sollen auch nicht als alleinige Regelglieder verwendet werden. Sie dienen dem Schutz des Akkus vor Zerstörung.

### Laderegler in Kraftfahrzeugen mit Verbrennungsmotor

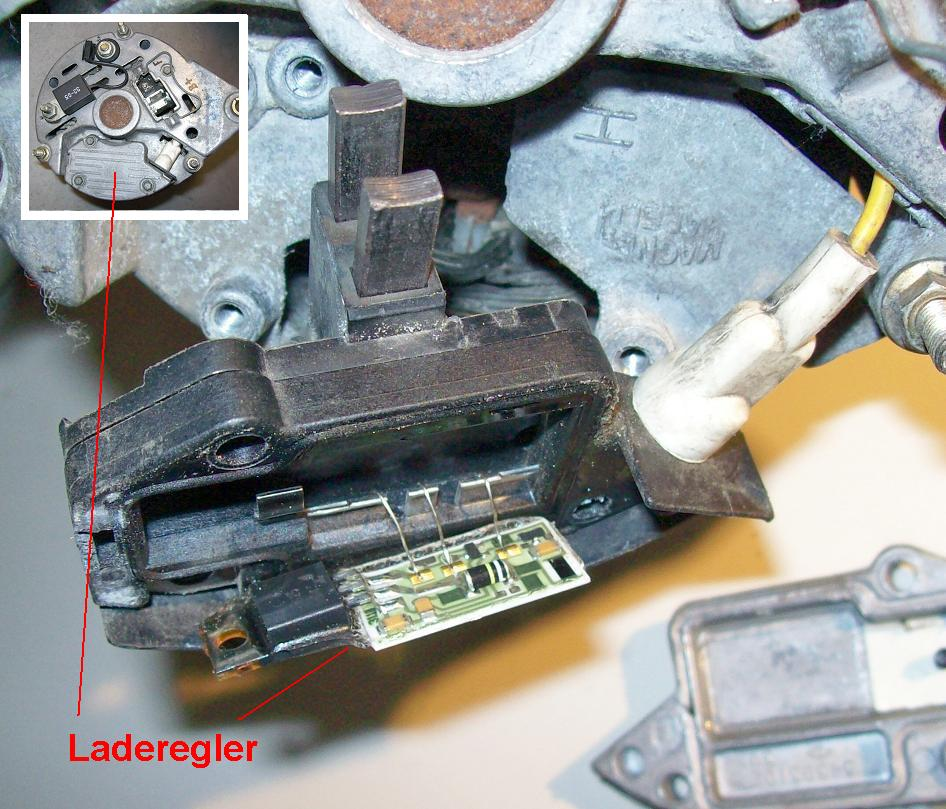
Laderegler (geöffnet, Dickschicht-Schaltkreis), wie er heute an Drehstromlichtmaschinen von KFZ gebräuchlich ist

Kraftfahrzeuge mit Verbrennungsmotor haben üblicherweise einen Bleiakkumulator (Starterbatterie), der im Konstantspannungs-Verfahren geladen wird. Die Ausgangsspannung des Generators hängt stark von dessen Antriebsdrehzahl und der angeschlossenen Last ab; daher ist es notwendig, zur Vermeidung von zu hoher oder zu niedriger Spannung einen Laderegler einzusetzen. Der Regler steuert dabei über die Erregerspannung den Strom und damit die magnetische Feldstärke in der Erregungswicklung so, dass bei beispielsweise steigender Last oder fallender Drehzahl der Erregerstrom erhöht und somit die Ausgangsspannung konstant gehalten wird.
Der Laderegler hat somit folgende Aufgaben:
- Regelung der von der Lichtmaschine erzeugten Spannung
- Schutz vor Überlastung durch zu hohen Ausgangsstrom (bei Gleichstrom-Lichtmaschinen)
- Schutz vor Rückstrom

#### Regelung des Erreger-Magnetfeldes
Bei Generatoren mit elektromagnetischer Erregung hängt der Ausgangsstrom außer von der Drehzahl und der angeschlossenen Last auch direkt vom Strom in der Erregerwicklung ab. Bei dieser Generatorbauart lässt sich die Laderegelung durch Beeinflussung des Erregerstroms realisieren. Diese Ausführung ist am gebräuchlichsten.

##### Elektromechanischer Laderegler
Die Regelung erfolgt durch einen elektromagnetisch arbeitenden Lichtmaschinenregler. Die Beeinflussung des Erregerstroms wird durch ständiges Öffnen und Schließen eines die Erregerspule speisenden Kontaktes erreicht. Wie bei einem Schaltregler glättet die Erregerspule aufgrund ihrer Induktivität den Erregerstrom. Wenn der Gleichstromgenerator aufgrund zu geringer Drehzahl eine kleinere Spannung erzeugt als diejenige der Fahrzeugbatterie, trennt der Rückstromschalter durch einen Schaltkontakt die Verbindung des Generatorausgangs zur Batterie. Ausreichend belastbare Halbleiterdioden als Ersatz für den Rückstromschalter standen im Zeitalter der Gleichstromlichtmaschine noch nicht zur Verfügung. Mechanische Regler verursachen Störungen durch Schaltfunken, sind störanfällig und reagieren langsam, weshalb seit den frühen 1970er Jahren in Neufahrzeugen elektronische Regler eingebaut werden.

##### Elektronische Laderegler

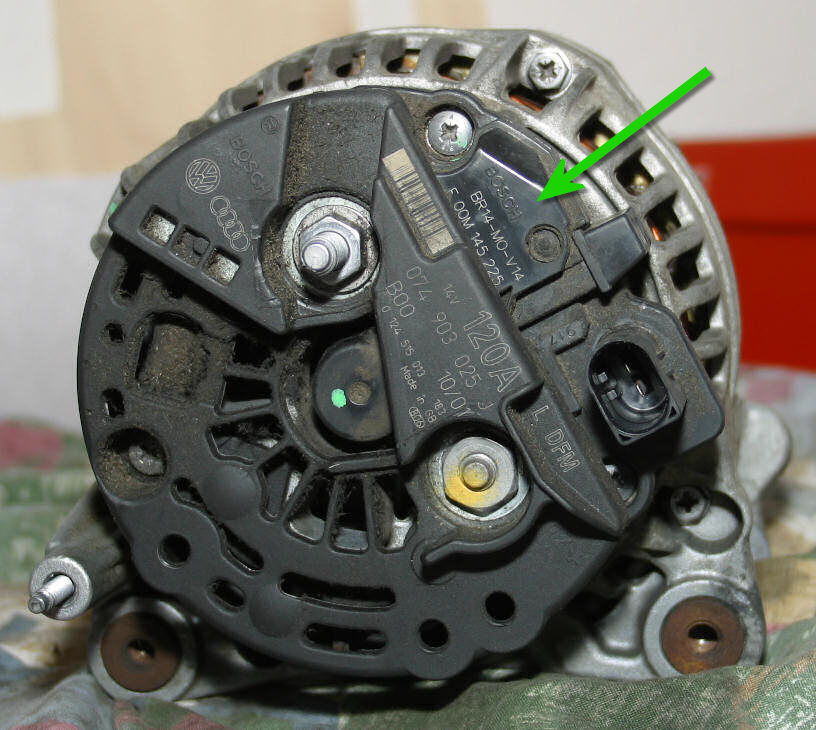
Blick auf den Laderegler (Pfeil) an einer Lichtmaschine

Bei Drehstrom-Lichtmaschinen wird das elektrisch erzeugte Erregerfeld des Lichtmaschinen-Rotors durch einen angebauten elektronischen Laderegler beeinflusst. Dieser bildet eine Einheit mit der Halterung der Kohlebürsten, die den Erregerstrom auf die Schleifringe des Rotors übertragen.
Der Regler vergleicht die gleichgerichtete Ist-Spannung des Generators mit einer reglerinternen stabilen Referenzspannung und passt die Stärke des Erregerfeldes (Erregerstrom) durch mehr oder weniger starken Stromfluss (PWM, Schaltregler) so an, dass die Ist-Spannung des Generators last- und drehzahlunabhängig konstant bleibt. Dabei wird lediglich die Spannung des Rotorelektromagneten geregelt, der zugehörige Generatorstrom ergibt sich direkt durch den konstruktionsbedingten Innenwiderstand der Statorspulen nach dem ohmschen Gesetz. Eine thermische Überwachung begrenzt den Strom für den Fall ungenügender Kühlung.
Material- und konstruktionsbedingt ist die magnetische Flussdichte des Rotors begrenzt. Daher wird im Regler als Kenngröße die Höhe der zulässigen Magnetisierspannung bei der Herstellung hinterlegt. Zweck ist, die Sättigungsmagnetisierung des Rotor-Elektromagneten nicht zu überschreiten, die sonst ohne Mehrleistung lediglich zum unnötigen Aufheizen des Elektromagneten führen würde.

#### Regelung des induzierten Stroms
Bei Wechselstrom- oder Drehstrom-Generatoren mit Permanentmagnet-Erregung muss die Ausgangsspannung des Generators begrenzt werden, um die Ladeschlussspannung des Akkus nicht zu überschreiten. Das geschieht üblicherweise durch Thyristoren, die den Ladestrom je nach Ladereglerkonzept entweder zeitweise unterbrechen oder die den Generator zeitweise kurzschließen, um den (mittleren) Ladestrom zur Batterie zu regeln.
Die Thyristoren sind im ersteren Fall gleichzeitig Bestandteil des Gleichrichters, der für die nötige Umwandlung des Wechsel- oder Drehstroms am Ausgang des Generators in Gleichstrom sorgt. Diese Ausführung ist häufiger bei Krafträdern vorzufinden.
Die Statorspulen sind dreiphasig verschaltet und führen im letzteren Fall aus dem Gehäuse heraus. Der Regler ist extern. Die gleichgerichtete Spannung wird vom Regler kurzgeschlossen, wenn sie die Ladespannung des Bleiakkumulators erreicht hat. Dieser Kurzschluss der überschüssigen Leistung wird zum Teil im Regler, hauptsächlich jedoch in den Statorspulen selbst in Wärme gewandelt. Um die Wärme abzuführen, werden diese üblicherweise in einem Ölbad betrieben. Trotzdem können Spulen durch Überhitzung ausfallen, weil der Isolierlack zerstört wird. Energetisch ist diese Bauform ungünstig, da permanent die volle Leistung erzeugt und – falls nicht abgenommen – verheizt wird. Es gibt Ausführungen bis zu 400 Watt. Die hier eingesetzten „Regler“ sind – technisch betrachtet – Überspannungskurzschließer.

### Laderegler in akkubetriebenen Geräten und Ladegeräten
Laderegler in mobilen Geräten oder in Ladegeräten weisen ein ganz unterschiedliches technisches Niveau auf; siehe hierzu auch Ladeverfahren. Akkumulatoren sind je nach Typ unterschiedlich empfindlich gegenüber Behandlungsfehlern. Dementsprechend berücksichtigen Laderegler unterschiedlich viele Parameter (Ladeschlussspannung, Tiefentladung, max. Ladestrom, Temperatur, Akkutyp). Die technische Ausführung reicht von einem strombegrenzenden Vorwiderstand und einer Zeitbegrenzung hin zur Messung von Akkuparametern (differenzieller Innenwiderstand, Quellenspannung, Temperatur) während der Ladung. Weiterhin können Akkuzustand und -typ erfasst werden, um Überladung und Überschreitung des Ladestromes/der Temperatur zu vermeiden.
Laderegler für diesen Einsatzzweck gibt es als elektronische Baugruppe, die oft einen speziellen integrierten Schaltkreis oder sogar einen Mikrocontroller enthält.
Manche Geräte/Baugruppen zum Akkumanagement sind auch in der Lage, Akkus überwacht zu entladen, um ihre Kapazität festzustellen oder sie zu konditionieren (siehe Memoryeffekt).